# Artilerijska brigada Kumanovske divizije
Artilerijska brigada Kumanovske divizije (srbohrvaško Artiljerijska brigada Kumanovske divizije) je bila brigada v sestavi Narodnoosvobodilne vojske in partizanskih odredov Jugoslavije in ki je delovala med drugo svetovno vojno na področju Kraljevine Jugoslavije.